# أليكس غارسيا (مقاتل)
أليكس غارسيا (بالإنجليزية: Alex Garcia؛ مواليد 14 يوليو 1987) هو مُقاتل فنون قتالية مختلطة دومينيكاني.

## وصلات خارجية
- أليكس غارسيا (مقاتل) على موقع يو إف سي (الإنجليزية)
- أليكس غارسيا (مقاتل) على موقع شيردوغ (الإنجليزية)
- أليكس غارسيا (مقاتل) على موقع IMDb (الإنجليزية)
- أليكس غارسيا (مقاتل) على موقع قاعدة بيانات الفيلم (الإنجليزية)